# 8569 Mameli
8569 Mameli (1996 TG) là một tiểu hành tinh vành đai chính được phát hiện ngày 1 tháng 10 năm 1996 bởi V. S. Casulli ở Colleverde di Guidonia.